# Nyanatiloka

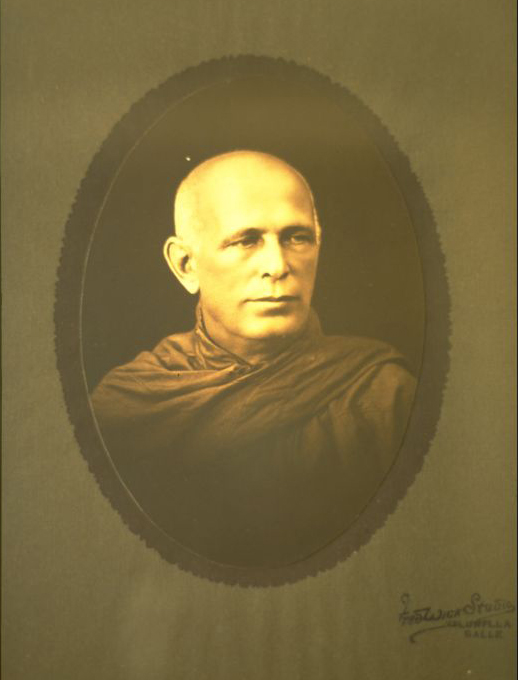
Nyānatiloka Mahāthera

Nyānatiloka Mahāthera (* 19. Februar 1878 als Anton Walther Florus (nach Autobiographie; nach Geburtsurkunde Florus Anton Walter) Gueth in Wiesbaden; † 28. Mai 1957 in Colombo) war der erste buddhistische Mönch aus Kontinentaleuropa. Er war Ehrenmitglied der Deutschen Pali-Gesellschaft.

## Leben
Anton Gueth wurde in Wiesbaden als Sohn eines Lehrers geboren und besuchte dort ab 1888 das Gymnasium. Seine katholische Erziehung führte ihn früh zu einem Interesse für Religion. Sein musikalisches Interesse galt insbesondere der Violine und der Komposition und ab 1898 studierte er am Konservatorium in Frankfurt. Seine asketische Veranlagung ließ ihn um diese Zeit auch zum Vegetarier werden. Sein zunehmendes Interesse für Philosophie führte ihn schließlich zu Schopenhauer und zur Beschäftigung mit dem Buddhismus. Wie für viele Zeitgenossen, war auch für Gueth der Buddhistische Katechismus von Friedrich Zimmermann ein erster inspirierender Leitfaden zum Buddhismus. Insgeheim fasste er den Entschluss, nach Indien zu gehen und buddhistischer Mönch zu werden, aber den Plänen seiner Eltern folgend, ging er nach Paris, um am dortigen Konservatorium seine musikalische Ausbildung zu vertiefen. Als ihm 1902 ein Engagement als Violinist im damals türkischen Saloniki angeboten wurde, nahm er mit dem Hintergedanken an, nun näher an Indien zu sein.
1903 setzte er seinen Entschluss in die Tat um und fuhr nach Bombay. Erst hier bemerkte er, dass der Buddhismus in seinem Ursprungsland praktisch ausgestorben war und er nach Ceylon gehen müsste, um buddhistischer Mönch zu werden. In Kandy allerdings entschloss er sich, den britischen Mönch Ananda Metteyya (Charles Henry Allan Bennett), der in Burma (heute: Myanmar) lebte, aufzusuchen. Noch im gleichen Jahr erhielt Gueth die Novizenweihe in Rangun. Schon im Februar 1904 erhielt er als erster Kontinentaleuropäer unter dem Namen Nyānatiloka (Nyāna-ti-loka = Kenner der drei (sinnliche, formhafte, formfreie) Welten) die Vollordination zum buddhistischen Mönch (Bhikkhu). Intensiv begann er Pali zu lernen, und nebenbei erlernte er auch die birmanische Sprache. Mit großem Eifer widmete er sich dem Studium des Abhidhamma.
1904 reiste Nyānatiloka nach Singapur und 1905 kehrte er nach Ceylon zurück, wo er sich auf der kleinen Insel Galgodiyana bei Matara niederließ. 1906 nahm er dort die ersten europäischen Schüler als Novizen auf, den Niederländer Frans Bergendahl (Sunno) und den Deutschen Fritz Stange (Sumano). In diesem Jahr erschien auch sein Buch Das Wort des Buddha in Leipzig, das in der Folge auch in zahlreichen Übersetzungen erschien.

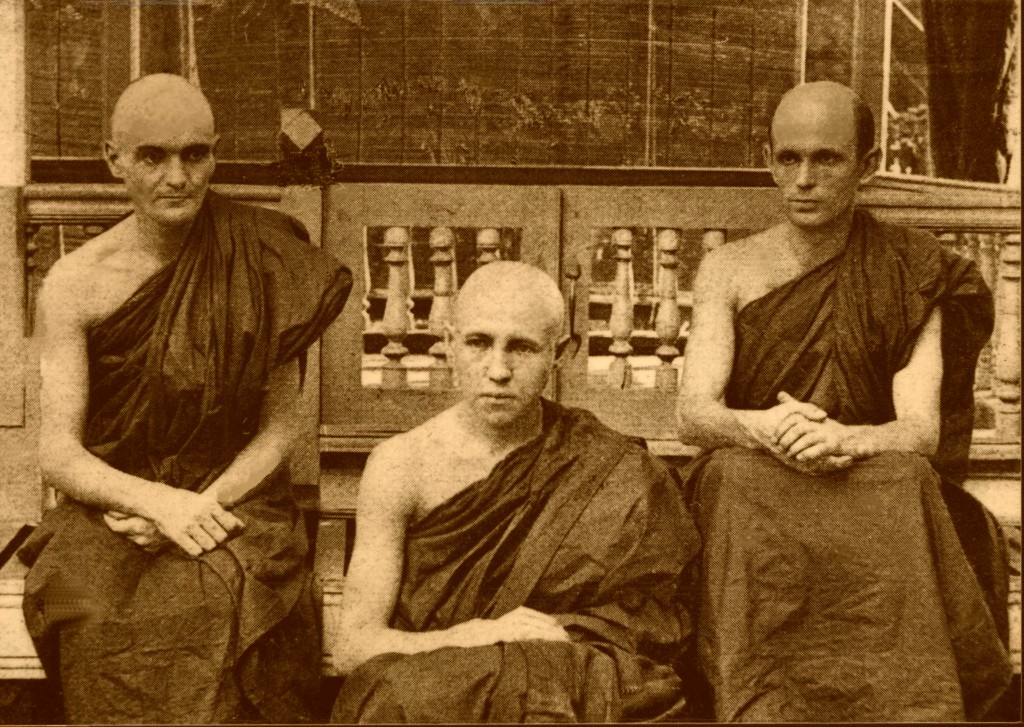
Von links: Silacara, Walter Markgraf (Dhammanusari), und Nyanatiloka, Burma, 1907

Bei seinem zweiten Aufenthalt in Burma nahm er Ende 1907 den Schotten John Frederic S. McKechnie (als Novize Sasanavansa, als Mönch Bhikkhu Silacara) und den Deutschen Walter Markgraf (Novize Dhammanusari) in den Orden auf. Dieser „war nur ein halbes Jahr im gelben Gewand und wurde durch innere Unruhe nach Europa zurückgetrieben.“. 1908 reiste Walter Markgraf als Laie nach Europa zurück und gründete einen buddhistischen Verlag.
Er bekundete die Absicht, in Deutschland oder der Schweiz ein Vihara für deutschsprachige Mönchsanwärter zu gründen. Während die Initiative, in Burma ein Vihara für europäische Mönche zu gründen, dank der Unterstützung durch Nyānatilokas Gönnerin, Frau Hla Oung, leicht realisiert werden konnte, führte der Spendenaufruf für ein europäisches Vihara (1908) nun zu Kontroversen innerhalb der kleinen Gruppe von Buddhismusinteressierten. 1910/1911 kam Nyānatiloka selbst in das Tessin, um den Bau des Vihara voranzubringen. Aufgrund des strengen Winters und seiner angegriffenen Gesundheit, wich er für einige Monate nach Tunis aus. Aufgrund der zahlreichen Hindernisse und Widerstände und da kaum Spenden gesammelt werden konnten, wurde der Plan eines europäischen Vihara 1912 endgültig aufgegeben.
Schon am 9. Juli 1911 wurde auf der ceylonesischen Insel Polgasduwa die 'Island Hermitage' als neue Niederlassung für europäische Mönche gegründet. Mit Unterbrechungen war die Island Hermitage nun der permanente Aufenthalt für Nyānatiloka und seine Schüler. Während des Ersten Weltkriegs wurde er als Ausländer zuerst in Ceylon und dann in Australien interniert. Sein Versuch, nach seiner Entlassung 1916 über China nach Burma zu gelangen, führte zu neuerlicher Internierung und einem längeren Aufenthalt in China (Polizeistation in Hankou), den er für die weitere Übersetzungsarbeit am Anguttara Nikâya nützte (1907–1917, Erstveröffentlichung: 1922/23). 1919 wurde er nach Deutschland repatriiert und nach einem gescheiterten Versuch, wieder nach Ceylon einzureisen, ging er für einige Jahre nach Japan, wo ihm die dort vorherrschenden Formen des Mahayana-Buddhismus mit seinen verheirateten Mönchen durchwegs fremd blieben. Schließlich konnte er 1926 in das inzwischen verfallene Kloster Island Hermitage zurückkehren.

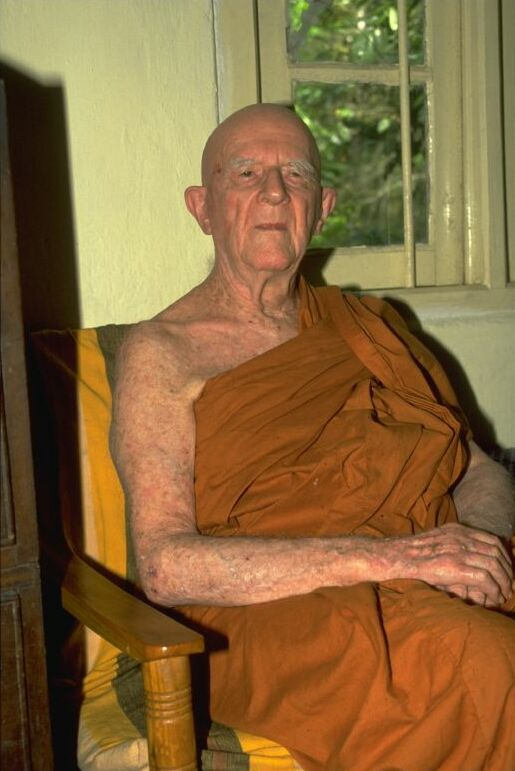
Nyanaponika

1937 ordinierte er dort den Deutschen Siegmund Feniger zum Mönch Nyanaponika, der sein engster Schüler und Nachfolger werden sollte. Gemeinsam wurden sie mit Beginn des Zweiten Weltkriegs 1939 zuerst im Lager Diyatalawa interniert und später nach Nordindien in das durch Heinrich Harrers Buch Sieben Jahre in Tibet bekannt gewordene Lager Dehra Dun verlegt. Erst 1946 konnten beide in die Island Hermitage zurückkehren.
1951, im Jahr der Übersiedlung in die neue Klosteranlage „Forest Hermitage“ nahe Kandy, wurden beide eingeladen, beim 6. Buddhistischen Konzil in Burma teilzunehmen, bei dessen Abschluss Nyānatiloka aus gesundheitlichen Gründen nicht mehr teilnehmen konnte.
Als Nyānatiloka 1957 in Colombo starb, erhielt er ein offizielles Staatsbegräbnis am Unabhängigkeitsplatz in Colombo. Seine Asche wurde auf der Island Hermitage beigesetzt und ihm ein Gedenkstein errichtet.

## Werke
Die Werke von Nyānatiloka erschienen meist erstmals im Verlag von Walter Markgraf in Breslau. Die Rechte des Verlags und der Verlagsbestand gingen nach dem Krieg und dem Tod von Walter Markgraf an den Verlag des Buchhändlers und Verlegers buddhistischer Literatur Oskar Schloss über, den Oskar-Schloss-Verlag in Neubiberg. Im Vorwort seines Verlagskatalogs von 1924 bezeichnet Oskar Schloss seinen Verlag als denjenigen, „der jetzt der eigentliche Mittelpunkt der buddhistischen Literatur in den deutschsprechenden Ländern geworden ist.“.
Es gibt oft neuere Auflagen, im Folgenden werden nur die frühen Auflagen der Verlage von Walter Markgraf, Oskar Schloss, und von anderen Verlagen genannt (nach Hellmuth Hecker, ab Seite 74).
Übersetzungen
- Puggala Paññatti. Das Buch der Charaktere aus dem buddhistischen Pāḷi-Kanon (Abhidhamma-Pitaka), Veröffentlichungen der Deutschen Pali-Gesellschaft, Verlag Walter Markgraf, 1910. Nachdruck im Verlag von Oskar Schloss.
- Die Lehrreden des Buddha aus der Angereihten Sammlung. (Anguttara-Nikaya). 1. Auflage der verschiedenen Bücher der Sammlung 1907, 1911, 1912, 1914, und ohne Jahrgang. 2. Auflage im Verlag von Oskar Schloss.
- Milindapañha. Die Fragen des Königs Milinda. Zwiegespräche zwischen einem Griechenkönig und einem buddhistischen Mönch über wichtige Punkte der buddhistischen Lehre. Unvollständige 1. Auflage 1913 und 2. Auflage 1919. 3. vollständige Auflage im Verlag von Oskar Schloss.
- Der Weg zur Reinheit (Visuddhimagga). Im 5. Jhd. von Buddhaghosa verfasst, aus dem Pali übersetzt von Nyānatiloka. 1. Auflage im Verlag von Oskar Schloss 1926.
- Dhammapada: Des Buddhas Weg zur Weisheit. Übersetzt und kommentiert von Nyānatiloka. Jhana Verlag, Oy-Mittelberg, 1922.
- Handbuch der buddhistischen Philosophie (Abhidhammattha-Sangaha). Übersetzt und erläutert von Nyantiloka Mahathera, Jhana Verlag, Oy-Mittelberg.

Sprachlehre
- Kleine systematische Pali-Grammatik. Veröffentlichungen der Deutschen Pali-Gesellschaft, Breslau, 1911.
- Pali Anthologie und Wörterbuch. Neubiberg, 1928.
- Buddhistisches Wörterbuch. Kurzgefasstes Handbuch der buddhistischen Lehren und Begriffe. Verlag Beyerlein-Steinschulte, Stammbach 1999, ISBN 3-931095-09-6 (palikanon.com).

 Sonstige Bücher
- Das Wort des Buddha. Eine systematische Übersicht der Lehre des Buddha in seinen eigenen Worten. 1. Auflage 1906, 2. Auflage im Verlag von Oskar Schloss 1923.
- Grundlagen des Buddhismus. Vier Vorträge des Ehrw. Nyāṇatiloka Mahāthera. Jhana Verlag, Oy-Mittelberg 2003, ISBN 3-931274-27-6.

Schriften
- Der Weg zur Erlösung. In den Worten der buddhistischen Urschriften. 2. rev. Aufl., hrsg. von Nyanaponika. Verlag Beyerlein-Steinschulte, Stammbach 1998, ISBN 3-931095-10-X.
- Visuddhi Magga. Der Weg zur Reinheit. Von Buddhaghosa in Sri Lanka in der ersten Hälfte des 5. Jahrhunderts verfasst. Jhana-Verlag, Oy-Mittelberg 1997 (palikanon.com).
- Abhidhammatthasangaha. Handbuch der buddhistischen Philosophie. Von Anuruddha, übersetzt und erläutert von Nyanatiloka. Jhana Verlag, Uttenbühl (abhidhamma.de).
- Fundamentals of Buddhism – Four Lectures In: The Wheel, Publication Nr. 394/396, Buddhist Publication Society, Kandy, Sri Lanka 1994 (zugangzureinsicht.org).

Viele der Werke von Nyānatiloka wurden auch in englischer Sprache von der Publication Society in Kandy herausgebracht.